# Länder i Sagan om Elenien
Lista över de länder som förekommer i fantasyserierna Sagan om Elenien och Sagan om Tamuli av David Eddings.

## Eosien
Eosien är den västra kontinenten, och har den mest betydande rollen i Sagan om Elenien.  Den omfattar Deira, Pelosien, Lamorkand, Arcium, Cammorien och Zemoch.  

### Chyrellos
Chyrellos, är inget land utan en stad i Eosien. Staden ligger precis på punkten där länderna Elenien, Pelosien, Lamorkand, Cammorien och Arcium möts. Chyrellos är Eleniens östligaste punkt, Pelosiens och Lamorkands sydligaste, Cammoriens västligaste och Arcuims nordligaste.
Chyrellos är en helig stad, då basilikan ligger här. Basilikan är den elenska kyrkans högsäte, och här bor Sarathi tillsammans med de högsta prästerna.

### Elenien
Elenien, kungadöme i väster på kontinenten Eosien. Hemlandet för de flesta av böckernas karaktärer.
Styrs av Ehlana|drottning Ehlana. Huvudstaden heter Cimmura.

#### Cimmura
Cimmura är huvudstad i Elenien. Här bor den elenska kungafamiljen, bestående i slutet av Sagan om Elenien av drottning Ehlana, riddar Spjuthök och prinsessan Danae (Eddings)|Danae. I böckerna får man veta att det finns ett stort rökmoln ovanför staden.

### Rendor
Detta land är en öken. I gryningen stiger kvinnorna upp och går till brunnen. Denna öken liknar inte Cynesga.

## Daresien
Daresien är den östra kontinenten, och har den betydande rollen i Sagan om Tamuli. 
Här ingår områdena Astel, Edom, Daconien och Arjuna. 

### Cynesga
Cynesga är Daresiens öken. Den liknar inte rendor, och Cyrgaier och Cynesganer lever där.

### Atan
Atanernas hemland. De tjänar under Tamulerna.

### Tamuli
Tamuli är ett kejsardöme vars huvudstad heter Matherion.

## Styricum
Styricum kallas det land styrerna en gång bodde i, men det blev plundrat och bränt och styrerna blev bortjagade av elener en gång i tiden. Det är där grunden för elenernas och styrernas hat mot varandra ligger.